# 库奥皮奥大学
62°53′51″N 27°38′31″E / 62.89750°N 27.64194°E
库奥皮奥大学（芬蘭語：Kuopion yliopisto），是芬兰共和国东芬兰省库奥皮奥市的一所已不存在的综合性大学，1966年成立，2010年与约恩苏大学合并为东芬兰大学。库奥皮奥大学2008年时员工数目为1696人，其中教授112人；学生5572人，其中学士及硕士阶段4589人，博士阶段983人，国际学生有172人。时任校长为马蒂·乌西图帕教授。

## 历史
库奥皮奥大学的大学法案于1966年通过。1972年，开始教学活动，首批学生100多人，修读医学专业。次年，开办牙科、药学、环境科学等学科。1978年，开办芬兰首个护理系，并创办卫生保健研究所。1984年，设立临床营养学系。1989年，A·I·维尔塔宁分子科学研究所成立。2007年2月，芬兰生物中心成立，分布在全国6所大学，其中库奥皮奥大学分支以A·I·维尔塔宁分子科学研究所为主体构成。
21世纪初，芬兰进行高等教育改革，芬兰教育部自2007年起开始进行库奥皮奥大学与约恩苏大学的合并工作。这两所大学最终于2010年1月1日合并为“东芬兰大学”（Itä-Suomen yliopisto）。

## 教学与研究机构

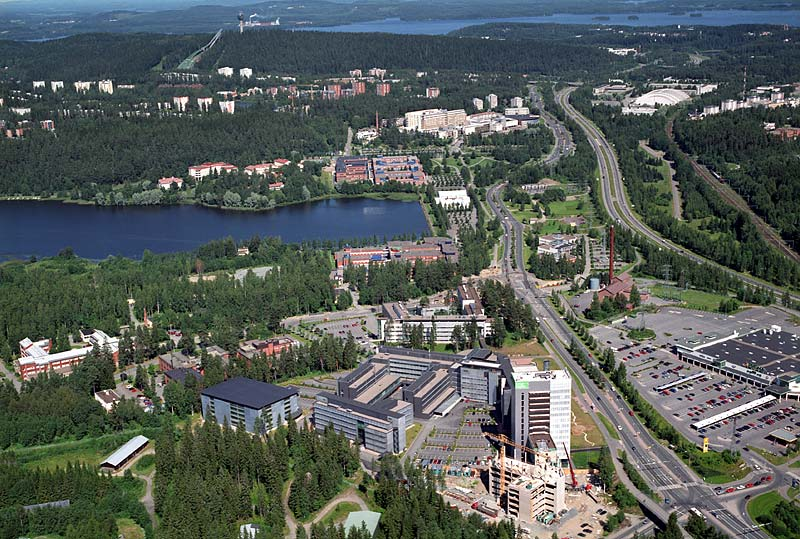
照片中央的红色建筑群为库奥皮奥大学校园

与约恩苏大学合并之前，库奥皮奥大学的教育与研究主要通过五个学院及A·I·维尔塔宁分子科学研究所来开展。这五个学院分别是商业与信息技术学院、医学院、自然与环境科学学院、药学院、社会科学学院。A·I·维尔塔宁分子科学研究所一般也被视为学院。保健科学、环境科学、福利经济学等学科是库奥皮奥大学的优势学科。

## 声誉
上海交通大学2009年世界大学学术排名将库奥皮奥大学排在芬兰第4-5位、欧洲第171-208位和世界第402-501位。英国《泰晤士高等教育》与QS公司联合发布的2009年世界大学排名将库奥皮奥大学排在芬兰第4位、世界第328位。

## 国际交流
库奥皮奥大学通过欧盟框架内的苏格拉底等协议与欧洲范围内的大学开展合作研究与人员交流，主要涉及生命科学、基因与生物技术、食品质量与安全、信息技术等学科。库奥皮奥大学的传统合作伙伴主要来自欧洲、北美以及俄罗斯西北部地区，近年也越来越多地与东亚、东南亚以及北非的大学开展合作。库奥皮奥大学每年派遣和接收的交换生数量分别约为180人和260人。